# Enrique Barón Crespo

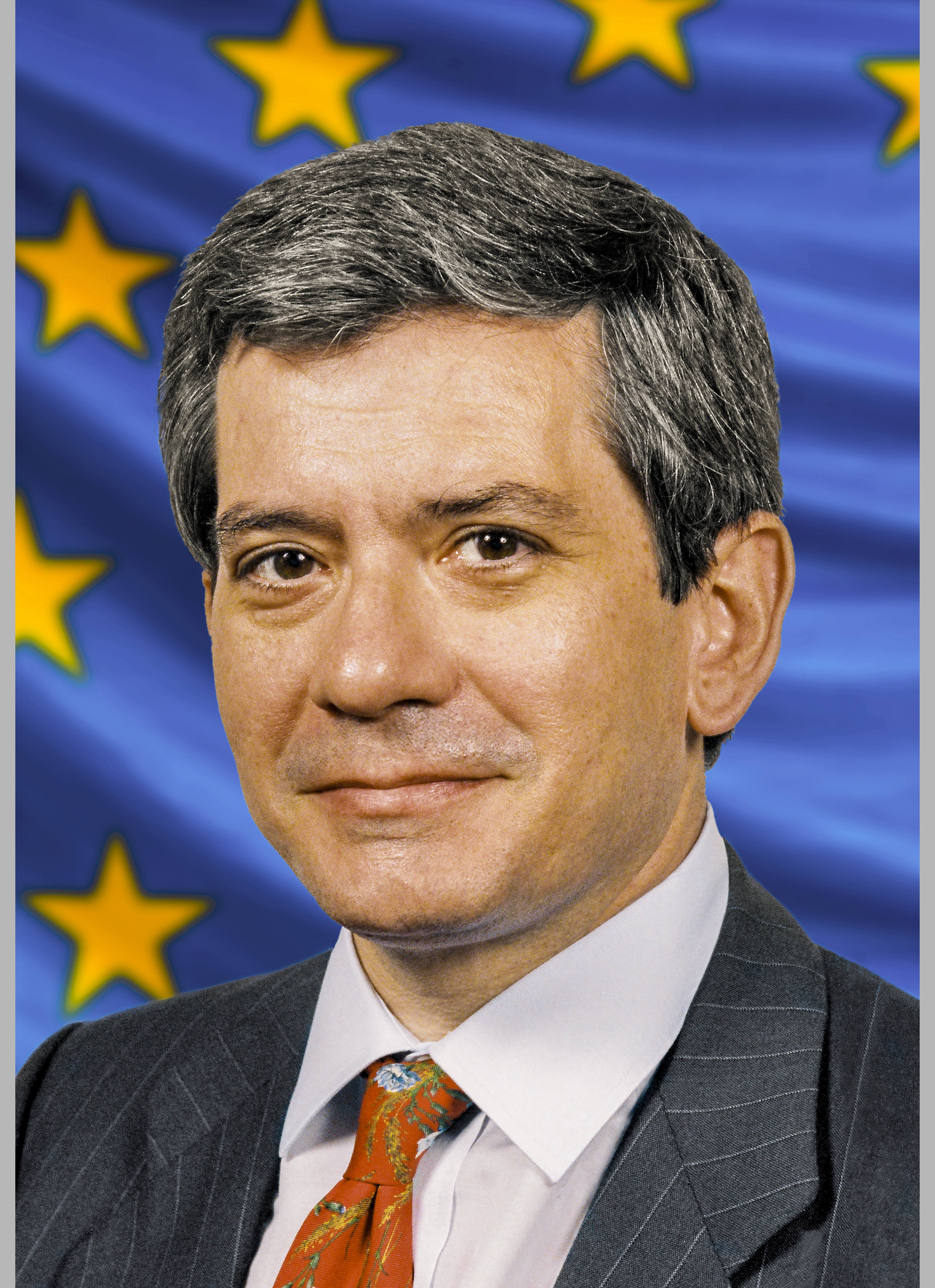
Enrique Barón Crespo, 1989

Enrique Barón Crespo (* 27. März 1944 in Madrid) ist ein spanischer Politiker und EU-Politiker. Von 1989 bis 1992 war Barón Crespo Präsident des Europäischen Parlaments.

## Leben
Nach einem Studium der Rechts- und Wirtschaftswissenschaften an den Universitäten Madrid und Paris nahm Enrique Barón Crespo eine Tätigkeit als Rechtsanwalt auf.
Bereits während der Diktatur von Francisco Franco gründete er eine (illegale) linkssozialistische Partei, die er 1977 in die bereits bestehende und unter der Leitung von Felipe González Márquez stehende Sozialistische Arbeiterpartei (PSOE) eingliederte. Nach der ersten demokratischen Wahl 1977 wurde er wirtschafts- und finanzpolitischer Sprecher der PSOE-Fraktion im Abgeordnetenhaus (Congreso de los Diputados). Von 1982 bis 1985 war er Minister für Verkehr, Kommunikation und Tourismus in der ersten Regierung von Felipe González.

### Europäisches Parlament
1985 trat Barón als Minister zurück und wurde nach dem Beitritt von Spanien zur Europäischen Union (EU) bzw. der damaligen Europäischen Gemeinschaft (EG) 1986 Abgeordneter im Europäischen Parlament. Bereits 1987 kandidierte er zum Amt des Präsidenten des Europäischen Parlaments, unterlag aber nach drei Wahlgängen mit nur fünf Stimmen seinem britischen Gegenkandidaten Charles Henry Plumb, Baron Plumb. Am 25. Juli 1989 wurde er bereits im ersten Wahlgang zum jüngsten Präsidenten des Europäischen Parlaments gewählt. Er gab dieses Amt – wie im Europäischen Parlament üblich – nach einer zweieinhalbjährigen Amtszeit im Januar 1992 wieder ab.
Im Anschluss hatte Enrique Barón innerhalb des Europäischen Parlaments andere Ämter inne, so war er Vorsitzender des Auswärtigen Ausschusses von 1992 bis 1994 und Fraktionsvorsitzender der Sozialistischen Fraktion von 1999 bis 2004. Von 2004 bis 2009 war er Vorsitzender des Ausschusses für internationalen Handel. Vom Europäischen Parlament wurde er als einer seiner drei Vertreter in die Regierungskonferenz 2007 delegiert, welche den Vertrag von Lissabon ausformulieren sollte.
Er bekleidet zahlreiche Ehrenämter. So ist er u. a. Beiratsmitglied der Global Panel Foundation.